# Ожогово (Вологодская область)
Ожогово — деревня в Кирилловском районе Вологодской области.
Входит в состав Талицкого сельского поселения, с точки зрения административно-территориального деления — в Талицкий сельсовет.
Расстояние по автодороге до районного центра Кириллова — 66,5 км, до центра муниципального образования Талиц — 1,5 км. Ближайшие населённые пункты — Большое Шевелево, Желобново, Кузнецово, Ельник, Молоди.
По данным переписи в 2002 году постоянного населения не было.